# Данаил Петров
Данаил Андонов Петров (роден на 5 февруари 1978 г. в Казанлък) е български колоездач. От 2015 е гост коментатор на Евроспорт, като коментира етапи от по-интересните състезания.

## Постижения
2001
- Първенство на България – 3-ти

2002
- Обиколка на Миньо – победа в 1 етап
- Обиколка на Португалия – победа в 1 етап

2004
- Обиколка на Алентежу – победа в 1 етап
- Troféu Joaquim Agostinho – победа в 1 етап
- Първенство на България – 3-ти

2005
- Troféu Joaquim Agostinho – победа в 1 етап

2006
- Troféu Joaquim Agostinho – победа в генералното класиране
- Обиколка на България – победа в 1 етап
- Първенство на България – 2-ри

2008
- GP CTT Correios de Portugal – победа в 1 етап
- Troféu Joaquim Agostinho – победа в 1 етап
- Обиколка на България – победа в 2 етапа
- Обиколка на Турция – 5-и в генералното класиране

2010
- Първенство на България – 1-во място

2011
- Първенство на България – 1-во място
- Обиколка на Испарта – победа в 1 етап

2012
- Първенство на България – 1-во място
- Летни олимпийски игри 2012 – Шосейно колоездене (мъже) – 61-ви[1]
- Обиколка на Турция – 2-ри в генералното класиране

2013
- Първенство на България – 1-во място
- Обиколка на Гечо – 4-то място
- Гран при Мигел Индураин – 7-о място
- Обиколка на Мадрид – 8-о място
- Обиколка на Турция – 8-о място

### Гран тур
2012 
- Обиколка на Испания – 168-и в генералното класиране